# Anthony de Jasay
Anthony de Jasay (în maghiară Antal Jászay; n. 15 octombrie 1925, Aba, Țările Coroanei Sfântului Ștefan, Ungaria – d. 23 ianuarie 2019, Néville, Normandie, Franța) a fost un scriitor, economist și filosof al libertarianismului de dreapta⁠(d) de origine maghiară.  A studiat în  Székesfehérvár și Budapesta, absolvind cu o diplomă în agricultură. A lucrat ca jurnalist independent, însă a emigrat din Ungaria în 1948 după naționalizarea fermei tatălui său de către guvernul comunist.
Și-a petrecut doi ani în Austria, iar apoi a emigrat în Australia, unde a studiat  economie în cadrul University of Western Australia⁠(d). Mai târziu, s-a mutat în Anglia și a devenit cercetător atât la Universitatea Oxford, cât și la Nuffield College⁠(d) până în 1962. În cele din urmă, de Jasay s-a stabilit în Franța și a continuat să publice articole în diverse jurnale științifice, inclusiv în Economic Journal și Journal of Political Economy, pentru restul carierei.
Confiscarea fermei tatălui său și mișcarea poloneză Solidaritatea l-au inspirat să scrie prima sa carte - The State (1985).
Anthony de Jasay a murit pe 23 ianuarie 2019 la vârsta de 93 de ani.

## Opere
- de Jasay, Anthony (1985). The State. Basil Blackwell, Ltd. ISBN 0865971714.
- de Jasay, Anthony (1989). Social Contract, Free Ride: A Study of the Public-Goods Problem. Liberty Fund Inc. ISBN 0865977011.
- de Jasay, Anthony (1991). Choice, Contract, Consent: A Restatement of Liberalism. Institute of Economic Affairs. ISBN 0255362463.
- de Jasay, Anthony (1997). Against Politics: On Government, Anarchy and Order. Routledge. ISBN 0415170672.
- de Jasay, Anthony (2010). Political Economy, Concisely: Essays on Policy That Does Not Work and Markets That Do. Liberty Fund Inc. ISBN 978-0865977778.
- de Jasay, Anthony (2010). Political Philosophy, Clearly: Essays on Freedom and Fairness, Property and Equalities. Liberty Fund Inc. ISBN 978-0865977839.
- de Jasay, Anthony (2014). Economic Sense and Nonsense: Reflections from Europe, 2008–2012. Liberty Fund Inc. ISBN 978-0865978782.
- de Jasay, Anthony (2014). Social Justice and the Indian Rope Trick. Liberty Fund Inc. ISBN 978-0865978850.